# Saki Shimizu
Saki Shimizu (清水 佐紀 Shimizu Saki?,  născută în data de 22 noiembrie 1991 în Tokyo, Japonia) este o cântăreață de pop japonez. Cariera sa a început în anul 2002 când a trecut cu succes audiția Hello! Project Kids, un grup format din 15 tinere. În anul 2003 a intrat într-un grup muzical în cadrul proiectului Hello! Project, și anume ZYX. În anul 2004 a fost selectată împreună cu Momoko Tsugunaga să facă parte din grupul Berryz Kobo, în care prestează și astăzi. În paralel cu acest grup, Saki a început din anul 2008 să facă parte și din trupa High King.

## Date personale
- Porecle: Saki-chan, Sakitan, Saki
- Înălțime: 1,51 m

### Grupuri
- Hello Project Kids (din anul 2002)
- ZYX (2003)
- Berryz Kobo (din anul 2004)
- Hello Project Allstars (2004)
- High King (2008)
- Green Fields

## Apariții

### Filme
- Koinu Dan no Monogatari (仔犬ダンの物語 "Puppy Dan's Story"?) (14 decembrie 2002)
- Promise Land ~Clovers no Daibōken~ (Promise Land ～クローバーズの大冒険～ "Promise Land ~Clover's Adventure~"?) (17 iulie 2004)

### Radio
- Berryz Kobo Kiritsu! Rei! Chakuseki! (30 martie 2005)

### Internet
- 8th Hello Pro Video Chat (Hello! Project on Flets) (2 mai 2005)